# 賈格蘭
賈格蘭(英語：Jagran)是一種印度教儀式，字面意義為熬夜、夜間保持清醒，流行於北印度，儀式內容包括通宵守夜、歌曲和舞蹈以紀念神，且有法會。賈格蘭儀式的目的是紀念各種印度教女神（Devi），還有像濕婆、Khandoba 、Devnarayan等神靈。儀式中，信徒會唱拜一整晚的拜讚歌(Bhajan)、背誦阿爾蒂(Aarti)和聽神話故事。
賈格蘭由祭司主持完成，希望得到神靈祝福的人會向祭司祈禱。
儀式的費用豐儉由人，有錢人會大手大角地付錢給祭司；窮人的儀式則一切從簡，用最基本的開支完成。費用包括請祭司的錢、燈光、帳篷和茶等等。

### 圖集

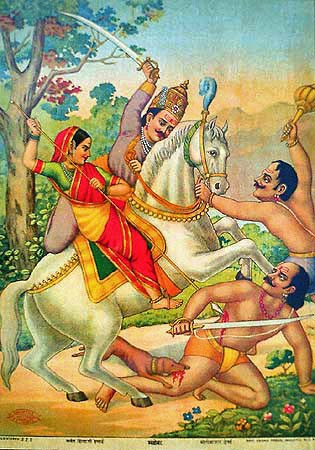
Khandoba
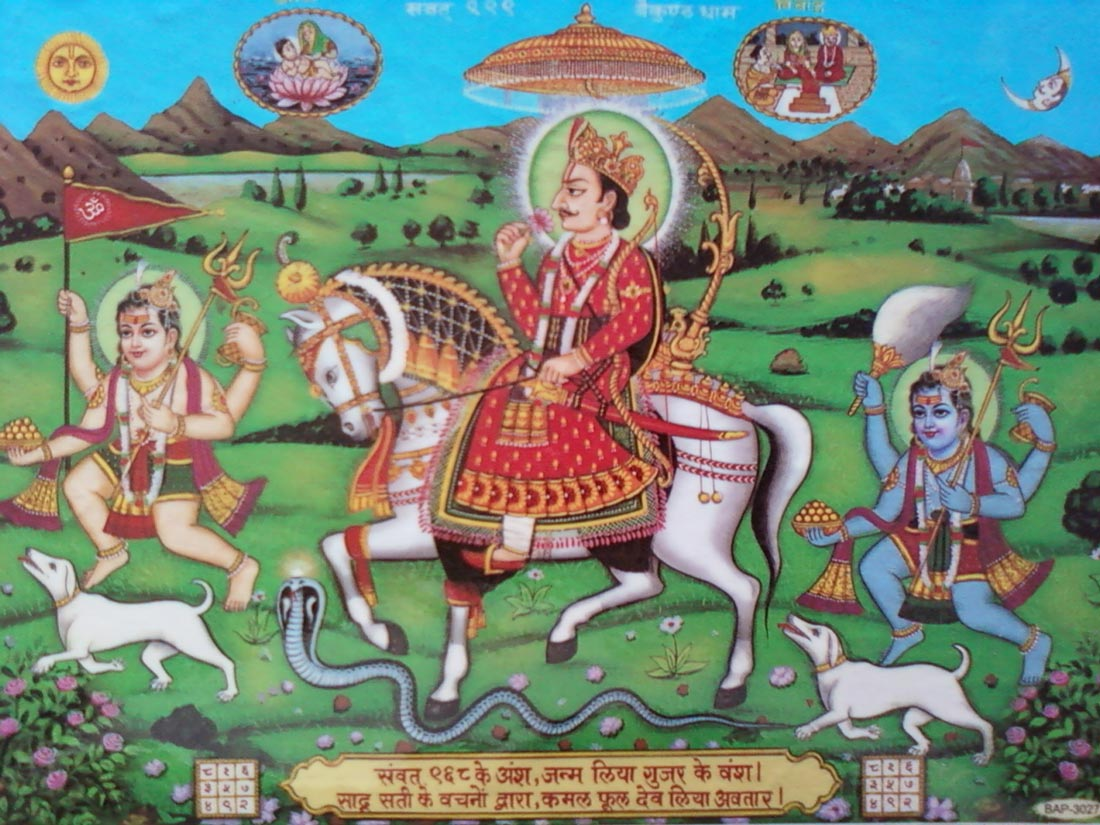
Devnarayan
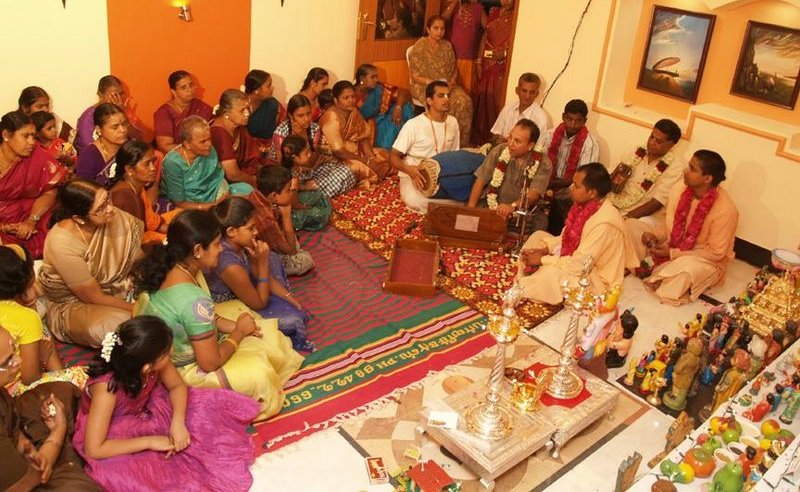
拜讚歌